# Buntgrasbreedneus
De buntgrasbreedneus (Amblytylus albidus) is een wants uit de familie van de blindwantsen (Miridae). De soort werd het eerst wetenschappelijk beschreven door Carl Wilhelm Hahn in 1834.

## Uiterlijk
De wants is zeer variabel van kleur, meestal bruin met wit, soms geel en het mannetje kan soms rood gekleurd zijn. De volwassen dieren zijn langvleugelig (macropteer) en kunnen 5–6 mm lang worden. De mannetjes zijn langwerpig en de vrouwtjes zijn ovaler van vorm. De antennes van beide geslachten zijn grijsgeel en het eerste segment is gedeeltelijk donker. De pootjes zijn lichtgeel, de uiteinden van de pootjes en de fijne stekels op de schenen zijn zwart. De langwerpige kop met kleine oogjes is lichtbruin. Het halsschild (pronotum) heeft aan de buitenranden donkere strepen die doorlopen over de voorvleugels tot aan het doorzichtige deel van de vleugels. Het lichaam is verder bedekt met fijne lichte haartjes.

## Leefwijze
De Nederlandse soorten uit het genus Amblytylus leven op diverse grassoorten. A. albidus leeft op buntgras (Corynephorus canescens) in droge zandige gebieden. De soort kent één enkele generatie per jaar en overwintert als eitje. De volwassen dieren zijn te vinden van juni tot augustus.

## Leefgebied
De wants komt voor in het Palearctisch gebied, Europa en Noord-Afrika op buntgras en mogelijk op dravik. In Nederland is de soort algemeen met uitzondering van het noorden en de kustgebieden.